# Tavaux-et-Pontséricourt
 Tavaux-et-Pontséricourt  là một xã ở tỉnh Aisne, vùng Hauts-de-France thuộc miền bắc nước Pháp.